# Woman from Tokyo
"Woman from Tokyo" is een nummer van de Britse band Deep Purple. Het nummer verscheen op hun album Who Do We Think We Are uit 1973. Op 7 augustus van dat jaar werd het nummer uitgebracht als de eerste single van het album.

## Achtergrond
"Woman from Tokyo" is geschreven en geproduceerd door alle bandleden. Deep Purple was aan het begin van de jaren '70 een van de eerste westerse rockbands die concerten gaf in Japan. Als eerbetoon schreven zij dit nummer. Het was destijds een van de laatste nummers met Ian Gillan als zanger, die later in 1973 de band verliet om een solocarrière te beginnen (maar weer later weer terugkwam). In het nummer zijn diverse verwijzingen naar Japan verwerkt, zoals "the rising sun" (de rijzende zon), "an Eastern dream" (een Oosterse droom), en een tekst over een Japanse vrouw waar de band in geïnteresseerd is. De albumversie van het nummer duurt ruim drie minuten langer dan de singleversie. Op de single is het lange, instrumentale middenstuk dat doet denken aan progressieve rock niet te horen.
"Woman from Tokyo" groeide uit tot een van de grootste hits van Deep Purple. De band vond het echter geen goed nummer en begon het pas in 1984, toen zij na een periode van acht jaar weer bij elkaar kwamen, tijdens concerten te spelen. Het nummer werd opvallend genoeg geen hit in het Verenigd Koninkrijk, en in de Verenigde Staten en Canada kwam het niet verder dan respectievelijk de plaatsen 60 en 62. In Europa werd het een groter succes: in Duitsland kwam de single tot de zestiende plaats in de hitlijsten, terwijl in Italië plaats 46 werd bereikt. In Nederland kende het de grootste successen met een achtste plaats in de Top 40 en een zesde plaats in de Daverende Dertig. In Vlaanderen bereikte het plaats 23 in de voorloper van de Vlaamse Ultratop 50 en in Wallonië kwam het tot plaats 32 in de Waalse versie daarvan.

## Hitnoteringen

### Nederlandse Top 40
| Hitnotering: 14-04-1973 t/m 19-05-1973 | Hitnotering: 14-04-1973 t/m 19-05-1973 | Hitnotering: 14-04-1973 t/m 19-05-1973 | Hitnotering: 14-04-1973 t/m 19-05-1973 | Hitnotering: 14-04-1973 t/m 19-05-1973 | Hitnotering: 14-04-1973 t/m 19-05-1973 | Hitnotering: 14-04-1973 t/m 19-05-1973 | Hitnotering: 14-04-1973 t/m 19-05-1973 |
| Week                                   | 1                                      | 2                                      | 3                                      | 4                                      | 5                                      | 6                                      |                                        |
| -------------------------------------- | -------------------------------------- | -------------------------------------- | -------------------------------------- | -------------------------------------- | -------------------------------------- | -------------------------------------- | -------------------------------------- |
| Positie                                | 22                                     | 13                                     | 8                                      | 9                                      | 17                                     | 26                                     | uit                                    |

### Daverende Dertig
| Hitnotering: 07-04-1973 t/m 19-05-1973 | Hitnotering: 07-04-1973 t/m 19-05-1973 | Hitnotering: 07-04-1973 t/m 19-05-1973 | Hitnotering: 07-04-1973 t/m 19-05-1973 | Hitnotering: 07-04-1973 t/m 19-05-1973 | Hitnotering: 07-04-1973 t/m 19-05-1973 | Hitnotering: 07-04-1973 t/m 19-05-1973 | Hitnotering: 07-04-1973 t/m 19-05-1973 | Hitnotering: 07-04-1973 t/m 19-05-1973 |
| Week                                   | 1                                      | 2                                      | 3                                      | 4                                      | 5                                      | 6                                      | 7                                      |                                        |
| -------------------------------------- | -------------------------------------- | -------------------------------------- | -------------------------------------- | -------------------------------------- | -------------------------------------- | -------------------------------------- | -------------------------------------- | -------------------------------------- |
| Positie                                | 27                                     | 19                                     | 12                                     | 8                                      | 6                                      | 17                                     | 27                                     | uit                                    |

### NPO Radio 2 Top 2000
| Nummer met noteringen in de NPO Radio 2 Top 2000 | '00 | '01 | '02 | '03 | '04 | '05 | '06  | '07  | '08  | '09  | '10  | '11  | '12  | '13  | '14  | '15  | '16  | '17  | '18  | '19  | '20  | '21  | '22  | '23  |
| ------------------------------------------------ | --- | --- | --- | --- | --- | --- | ---- | ---- | ---- | ---- | ---- | ---- | ---- | ---- | ---- | ---- | ---- | ---- | ---- | ---- | ---- | ---- | ---- | ---- |
| Woman from Tokyo                                 | 865 | -   | 882 | 670 | 920 | 977 | 1043 | 1213 | 1001 | 1047 | 1085 | 1218 | 1052 | 1073 | 1275 | 1554 | 1687 | 1754 | 1784 | 1837 | 1802 | 1873 | 1986 | 1952 |

1. ↑  Een '-' betekent dat het nummer niet was genoteerd en een vetgedrukt getal geeft de hoogste notering aan.
2. ↑  2000 was het eerste jaar met een notering voor dit nummer.
3. ↑  Deze tabel is bijgewerkt tot en met de laatste editie (2024).